# Залізна корона (фільм)
«Залізна корона» (італ. La corona di ferro) — італійський пригодницько-фентезійний фільм 1941 року, поставлений режисером Алессандро Блазетті. Прем'єра стрічки відбулася 7 вересня 1941 року на 9-му Венеційському міжнародному кінофестивалі, де вона здобула «Кубок Муссоліні» за найкращий італійський фільм.

## Сюжет
Дія фільму відбувається у невизначений час через декілька століть після Різдва Христового. Після довгих та кровопролитних битв Ліциніо, цар Кіндаора, підкорив сусідній народ, проте не став пригноблювати і принижувати його, а дарував йому мир на справедливих і щедрих умовах. Його жорстокосердий брат Седемондо, що мріє правити Кіндаором, не розділяє його великодушності і вбиває Ліциніо, щоб захопити владу самому. Зайнявши трон, він з тривогою вислуховує неясне пророцтво про свого племінника Армініо, сина убитого царя. Щоб позбавитися від хлопчика, потрібно кинути його вночі в долині, де бродять леви і звідки ще ніхто не повертався живим. Насправді Армініо не просто виживає: хижаки беруть його до себе, виходжують і ростять.

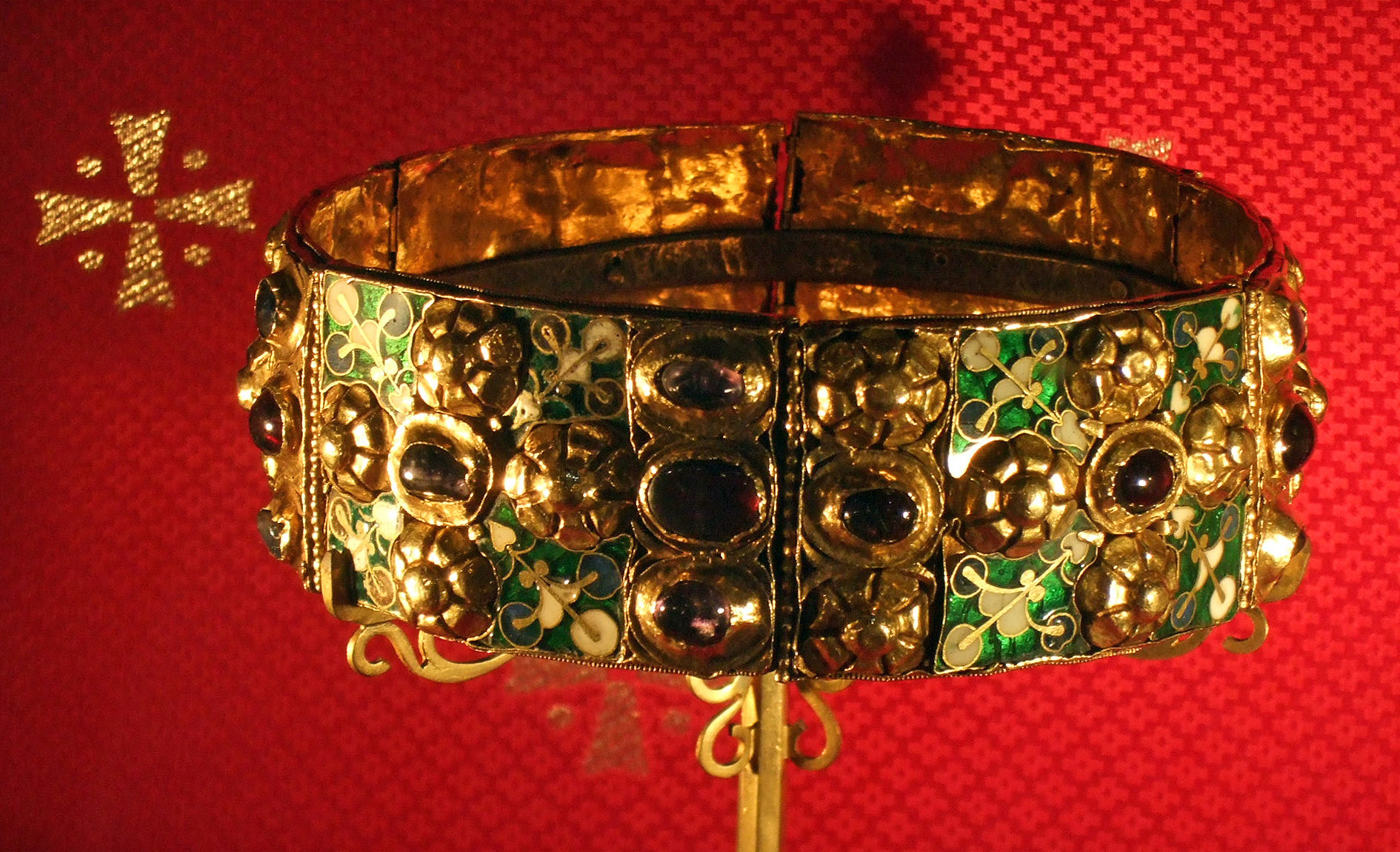
Залізна корона лангобардського королівства

Минають роки. Землетрус відкриває в горах ущелину, через яке Армініо виходить з долини. Одного разу він зустрічає Тундру — доньку царя, колись переможеного його батьком. Він нічого не знає про неї; вона поняття не має про того, хто перед нею. Але як тільки Армініо дізнається, що дівчина живе лише бажанням помститися за батька і свій народ, він зголошується їй допомогти. Цар Седемондо організував великий турнір, і Армініо бере в ньому участь. Переможець отримає в нагороду руку Ельзи, доньки Седемондо. Цар думає, що Армініо мертвий, але старе пророцтво як і раніше його турбує. Армініо здобуває перемогу в турнірі, але бере в дружини Тундру, а не Ельзу. Він змінює на троні Седемондо і, об'єднавши своїм шлюбом два народи, починає епоху справедливого і мирного правління. Символ цього правління — залізна корона, відлита з цвяхів з хреста Ісуса, яку Армініо носитиме разом з Тундрою.

## У ролях
| • Еліза Чегані       | … | Ельза / мати Ельзи         |
| • Луїза Феріда       | … | Тундра / мати Тундри       |
| • Ріна Мореллі       | … | стара прядильниця          |
| • Джино Черві        | … | цар Седемондо              |
| • Массімо Джіротті   | … | Ліциніо / його син Армініо |
| • Освальдо Валенті   | … | Еріберто                   |
| • Паоло Стоппа       | … | Тріфіллі                   |
| • Умберто Сільвестрі | … | Фаркас                     |
| • Уго Сассо          | … | Накарете                   |
| • Прімо Карнера      | … | Классо, слуга Тундри       |

## Знімальна група
- Автори сценарію — Коррадо Раволіні, Ренато Кастеллані, Гульєльмо Дзордзі, Алессандро Блазетті, Джузеппе Дзукка за сюжетом Алессандро Блазетті та Ренато Кастеллані
- Режисер-постановник — Алессандро Блазетті
- Композитор — Алессандро Чиконьїні
- Оператори — Вацлав Віх, Маріо Кравері
- Монтаж — Маріо Сарандреї
- Художник-постановник — Вірджиліо Марчіні
- Художник по костюмах — Джино Сенсані

## Нагороди та номінації
| Список нагород та номінацій            | Список нагород та номінацій | Список нагород та номінацій                    | Список нагород та номінацій | Список нагород та номінацій | Список нагород та номінацій |
| Кінопремія                             | Дата церемонії              | Категорія                                      | Номінант(и)                 | Результат                   | Дж                          |
| -------------------------------------- | --------------------------- | ---------------------------------------------- | --------------------------- | --------------------------- | --------------------------- |
| Венеційський міжнародний кінофестиваль | 1941                        | Кубок Муссоліні за найкращий італійський фільм | Залізна корона              | Перемога                    |                             |